# Diana C. Mutz
Diana Carole Mutz (* 1962) ist eine US-amerikanische Politik- und Kommunikationswissenschaftlerin an der University of Pennsylvania.
Mutz erwarb 1984 einen Bachelor an der Northwestern University, 1985 einen Master und 1988 einen Ph.D., letztere jeweils von der Stanford University und jeweils in Kommunikationswissenschaften. Seit 1988 hatte sie eine Professur an der University of Wisconsin–Madison inne und von 1999 bis 2003 an der Ohio State University. Seit 2003 ist sie an der University of Pennsylvania. Dort hat sie die nach Samuel A. Stouffer benannte Professur für Politik und Kommunikation inne und ist Direktorin des Institute for the Study of Citizens and Politics.
Mutz veröffentlicht zur politischen Willens- und Mehrheitsbildung in der deliberativen Demokratie der Vereinigten Staaten und ihrer Beeinflussung durch die Massenmedien.
Laut Datenbank Scopus hat sie einen h-Index von 35 (Stand April 2022). 2008 wurde sie in die American Academy of Arts and Sciences gewählt, 2021 in die National Academy of Sciences. 1991 erhielt sie den Paul Lazarsfeld Best Paper Award, 2011 den Murray Edelman Lifetime Distinguished Career Award und 2017 den Doris A. Graber Outstanding Book Award, jeweils von der American Political Science Association. 2013 erhielt Mutz ein Ehrendoktorat der Universität Süddänemark, 2016 war sie Guggenheim Fellow.

## Schriften (Auswahl)
- mit Paul M. Sniderman und Richard Brody (Hrsg.): Political persuasion and attitude change (1996)
- Impersonal Influence: How Perceptions of Mass Collectives Affect Political Attitudes (1998)
- Hearing the Other Side: Deliberative Versus Participatory Democracy (2006)
- Population-Based Survey Experiments (2011)
- mit Seth K. Goldman: The Obama effect: how the 2008 campaign changed white racial attitudes (2013)
- In Your Face Politics: The Consequences of Uncivil Media (2015)
- Winners and Losers: The Psychology of Foreign Trade (2021)